# Henry Friedlander
Henry Friedlander (24 settembre 1930 – 17 ottobre 2012) è stato uno storico tedesco naturalizzato statunitense.
Nato a Berlino in Germania da una famiglia ebrea, Friedlander si trasferì negli Stati Uniti nel 1947 dopo essere sopravvissuto ad Auschwitz, conseguendo la laurea in storia alla Temple University nel 1953 e la laurea magistrale e il dottorato all'Università della Pennsylvania nel 1954 e 1968.
Dal 1975 fino al suo pensionamento nel 2001 Friedlander ha lavorato come professore nel dipartimento di studi ebraici al Brooklyn College dell'Università della Città di New York.

## Vita privata
Figlio del medico Bernhard Fritz Friedländer e Ruth Friedländer, nata Löwenthal, Henry Friedlander era sposato con la collega storica Sybil Milton (1941-2000), a cui è stato intitolato un premio commemorativo dell'Associazione di studi tedeschi.

## Opinioni sull'Olocausto
Friedlander ha sostenuto che tre gruppi dovrebbero essere considerati vittime dell'Olocausto, vale a dire gli ebrei, i rom e i disabili mentali e fisici, sottolineando che questi ultimi furono le prime vittime del nazismo. Le sue opinioni riguardo all'inclusione sia dei disabili che dei rom come vittime dell'Olocausto hanno spesso dato origine a intensi dibattiti con altri studiosi, come lo storico israeliano Yehuda Bauer, il quale sosteneva che solo gli ebrei dovrebbero essere considerati vittime dell'Olocausto.
Come Friedlander, Sybil Milton ha sostenuto una definizione più espansiva e inclusiva dell'Olocausto, argomentando contro "l'esclusività dell'enfasi sul giudeocidio nella maggior parte della letteratura sull'Olocausto [che] ha generalmente escluso gli zingari (così come i neri e gli handicappati) da pari considerazione", e uno scambio di opinioni sull’argomento con Yehuda Bauer.
Secondo Friedlander le origini dell'Olocausto possono essere ricondotte all'incontro di due linee di politiche naziste: le politiche antisemite del regime nazista e le sue politiche di "pulizia razziale" che portarono al programma Aktion T4. Sostenendo che le origini ultime dell'Olocausto provenissero dal programma Action T4, ha sottolineato il fatto che sia i gas velenosi che i forni crematori furono originariamente utilizzati all'inizio del programma Action T4 nel 1939. Più tardi nel 1941 gli esperti del programma T4 furono importati dalle SS per aiutare a progettare e successivamente a gestire i campi di sterminio per gli ebrei d'Europa. Friedlander non negò l'importanza dell'ideologia antisemita nazista, ma a suo avviso il programma T4 fu il seme cruciale che diede vita all'Olocausto.

## Opere

### Libri
- Prefazione a Foreword to People in Auschwitz di Hermann Langbein, Chapel Hill: The University of North Carolina Press, 2004, ISBN 0-8078-2816-5.
- The Origins of Nazi Genocide: From Euthanasia To The Final Solution, Chapel Hill, Carolina del Nord, University of North Carolina Press, 1995.
- The German Revolution of 1918, New York, NY, Garland Pub., 1992.
- Archives of the Holocaust: An International Collection Of Selected Documents, Co-editore con Sybil Milton, New York, NY, Garland Pub., 1989.
- The Holocaust: Ideology, Bureaucracy, and Genocide. The San Jose Papers, Co-editore con Sybil Milton, Millwood, NY, Kraus International Publications, 1980.
- Détente in Historical Perspective: The First CUNY Conference on History and Politics, New York, NY, Cyrco Press, 1975.

### Articoli
- Henry Friedlander, Registering the Handicapped in Nazi Germany: A Case Study, in Jewish History, vol. 11, n. 2, 1997,  pp. 89-98, DOI:10.1007/bf02335679, JSTOR 20101303.
- Henry Friedlander, Step by Step: The Expansion of Murder, 1939–1941, in German Studies Review, vol. 17, n. 3, 1994,  pp. 495-507, DOI:10.2307/1431896, JSTOR 1431896.